# O Casamento Desigual
O Casamento Desigual (por vezes denominada O Contrato de Casamento) é uma notável pintura a óleo sobre madeira, executada pelo artista do Renascimento flamengo Quentin Matsys, usualmente datada entre 1525 e 1530. A obra, provavelmente inspirada em um original perdido de Leonardo da Vinci, aborda um tema recorrente da crítica social na história da arte: o casamento por motivos econômicos (Hipergamia, do francês, mésalliance) entre pessoas de idades diferentes. Atualmente, o painel encontra-se conservado no Museu de Arte de São Paulo (MASP). Foi doado ao museu em 1965, pelo barão Hans Heinrich von Thyssen-Bornemisza.

## Contextualização e iconografia

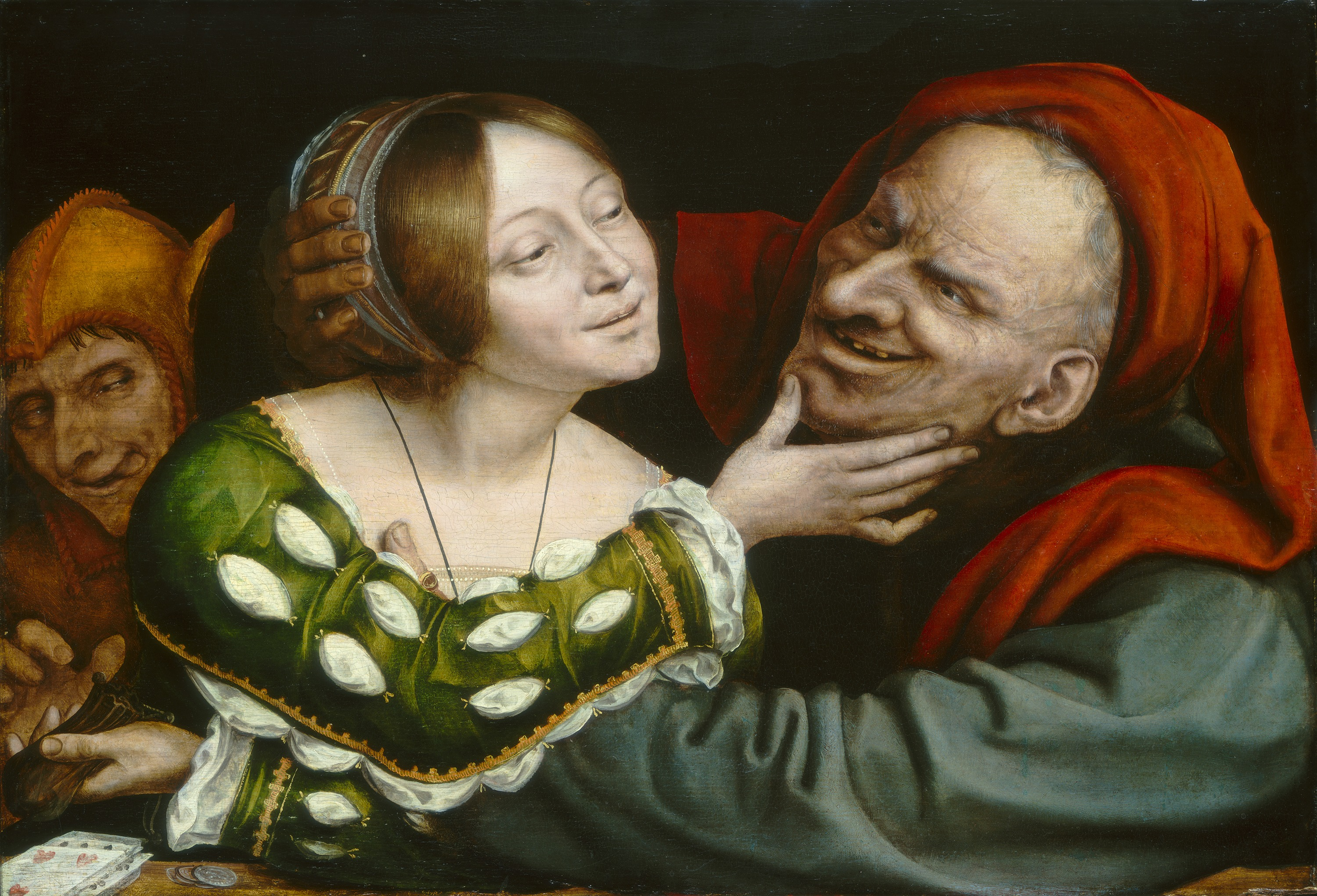
Quentin Matsys. Casal Desigual, c. 1520-1525. National Gallery of Art, Washington D.C..

O casamento por interesses econômicos entre pessoas de idades muito diferentes sempre foi um tema recorrente na história da arte, por prestar-se a uma crítica social de forte impacto visual. A ele, dedicaram obras e estudos Goya, Leonardo da Vinci, Dürer e Cranach, entre tantos outros. É mais comum a representação do homem velho que se casa com uma jovem, geralmente levada ao matrimônio por interesse da família. O próprio Matsys assina uma outra versão desse tema - dentro desta tradicional corrente iconográfica - ubicada na National Gallery of Art em Washington. Mas no Casamento Desigual do MASP, ocorre o oposto: uma velha rica casa-se com um jovem.
O título anterior da obra era Contrato de Casamento. O título atual parece preferível por sua maior precisão e porque o tema representado pertence plenamente à assim chamada iconografia renascentista do Sposalizio Grottesco (“Casamento Grotesco”, em italiano), muito difundida na pintura italiana dos séculos XV e XVI.

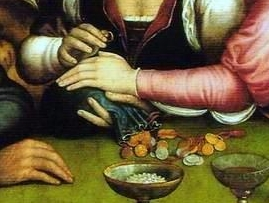
Detalhe das mãos, com aliança e bolsa.

A narrativa do artista é sólida e não deixa margem a dúvidas. Enquanto é acariciada pelo jovem cônjuge, a velha senhora lhe estende a aliança com a mão direita ao mesmo tempo em que, sobre a mesa, abre-lhe sua bolsa, afagada pela mão esquerda do rapaz. O tom de escárnio, hipocrisia e tolice é acentuado pelos traços caricaturais dos personagens e, em particular, pela figura à esquerda, representada no ato ambíguo de colocar numa caixa o terço que se estende sobre a mesa.
O tema do “casamento grotesco” também é abordado na literatura de conotação satírica, como no poema A Nau dos Insensatos de Sebastian Brant (1494) que trata, em seu capítulo 52, do “casamento por vontade de bens”. O assunto é retomado, repleto de escárnio e humor, por Erasmo de Roterdã, na obra Elogio da Loucura (1509) e em especial no capítulo 31, no qual o grande humanista considera o caso alternativo da velha rica com o jovem rapaz, em uma passagem que, segundo Luiz Marques, "bem pode ser uma fonte literária precisa para a obra do MASP":
| “ | Mas o mais charmoso é ver velhas, tão velhas, tão cadavéricas que parecem retornar dos Infernos, repetir constantemente: ‘A vida é bela!’ Elas são quentes como cadelas ou, como dizem, prazenteiros, os gregos, cheiram a bode. Elas seduzem a preço de ouro algum jovem Pavão (...). Todo mundo escarnece delas e as chamam do que são, arquiloucas. | ” |

## Atribuição

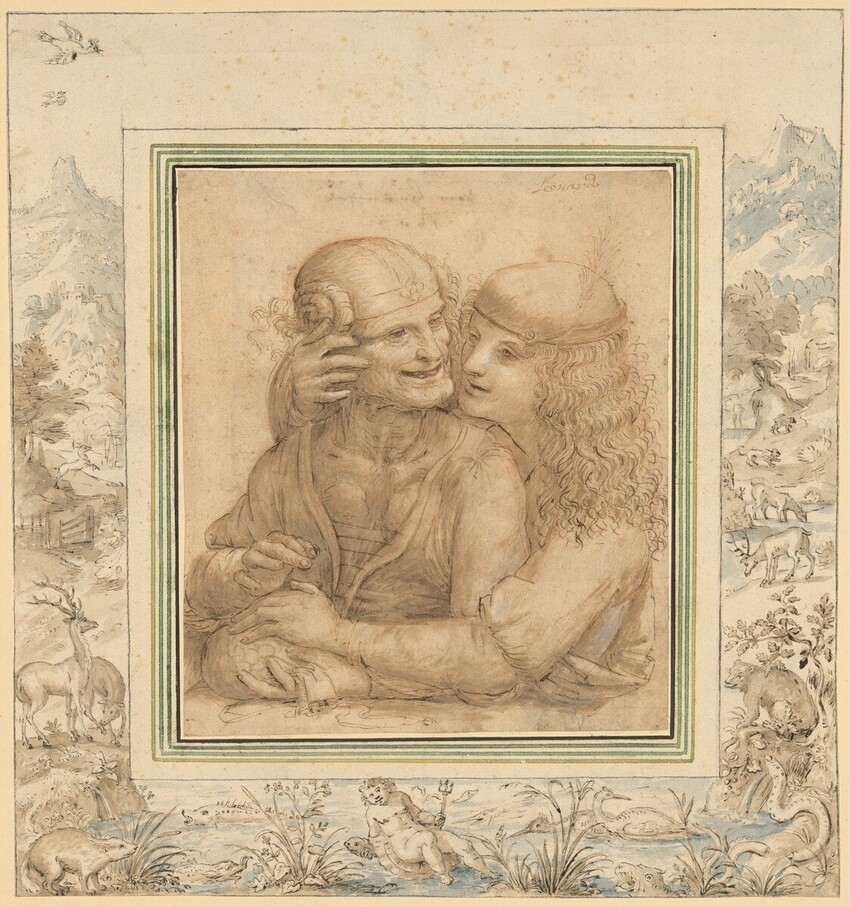
Casal Desigual, século XVII. Cópia de desenho de Leonardo da Vinci por Jacob Hoefnagel. Galeria Albertina, Viena.

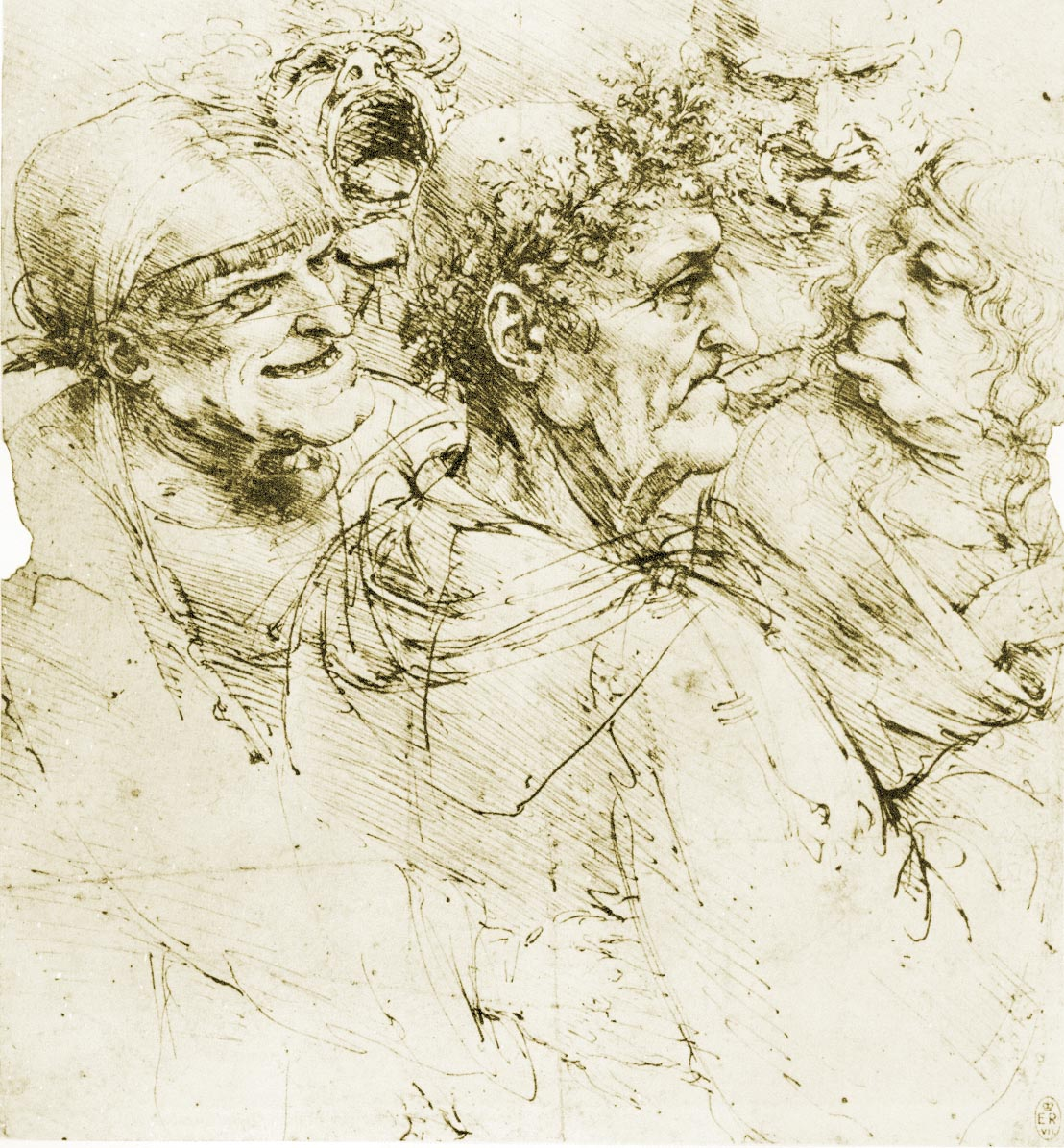
Leonardo da Vinci. Cinco Cabeças Grotescas, c. 1494. Castelo de Windsor, Windsor.

A alta qualidade técnica da obra, visível sobretudo no tratamento das vestes e na força do traço crítico das personagens, levou a pensar, durante um tempo, que Leonardo da Vinci seria seu autor. De fato, o casal ao centro da composição deriva de um desenho perdido de Leonardo, conhecido por meio de duas cópias antigas, feitas por artistas distintos, que exibem um casal análogo no mesmo comportamento gestual, com a velha senhora vestindo uma roupa quase idêntica àquela vista nesta pintura.
Quatro das seis figuras que rodeiam o casal derivam de outro e mais célebre desenho de Leonardo, conservado na Biblioteca Real do Castelo de Windsor e intitulado Cinco Cabeças Grotescas. Datado por Clark-Pedretti de 1494, o estudo de Leonardo parece ecoar, sobretudo, no detalhe da cabeça bestial com a boca aberta em segundo plano, e na figura masculina ao seu lado, ostentando um sorriso sarcástico, reproduzidos de maneira relativamente fiel na obra do MASP.
O nome de Matsys é hoje, porém, consensualmente associado ao do autor deste casamento grotesco. Ao tratar sobre a questão da ampla difusão dos modelos iconográficos leonardianos e dos temas da renascença italiana nos Países Baixos no começo do século XVI, Luiz Marques afirma que “um leonardismo à maneira de Antuérpia, à maneira de pintores como Joos van Cleve, Cornelis Anthonisz e Coecke van Aelst, não se firma senão com e após estes anos franceses de Leonardo. [...] porque este leonardismo é frequentemente filtrado pela interpretação que lhe dá Matsys, o qual copia francamente modelos leonardianos em obras destes mesmos anos.". Ainda segundo Marques, "Matsys desenvolve um mundo de fisionomias grotescas, algumas delas cópias ou derivações estreitas  de estudos de teste deformi de Leonardo, que ele vem a conhecer detidamente por meio de cópias ou por vias que permanecem ainda desconhecidas."”
Cabe salientar a existência de uma segunda versão desta mesma composição, atualmente conservada na coleção particular de C. Y. Pallitz, em Nova York. A obra possui dimensões semelhantes à do painel do MASP (56 x 84 cm) e foi publicada por Larsen como uma réplica autógrafa de Matsys.